# Grzegorz Piekarski
Grzegorz Piekarski (ur. 19 grudnia 1978 w Siemianowicach Śląskich) – polski hokeista, reprezentant Polski.

## Kariera
- Olimpia (1996-1997)
- KTH Krynica (1997–2001)
- Zagłębie Sosnowiec (2001–2002)
- Podhale Nowy Targ (2002)
- GKS Katowice (2003)
- TKH Toruń (2003)
- MsHK Žilina (2003–2004)
- Unia Oświęcim (2004–2006)
- Cracovia (2006–2007)
- GKS Tychy (2007–2008)
- GKS Jastrzębie (2008–2010)
- Unia Oświęcim (2010–2015)

Absolwent NLO SMS PZHL Sosnowiec z 1997. W połowie 2015 zakończył karierę zawodniczą.
W barwach reprezentacji Polski uczestniczył w turniejach zadebiutował w mistrzostw świata 1998 (Grupa B), 2005 (Dywizja I), 2006 (Dywizja I), 2008 (Dywizja I), 2009 (Dywizja I).
W trakcie kariery określany pseudonimami Grisza.

## Sukcesy
Klubowe
- Srebrny mistrzostw Polski: 1999 z KTH Krynica, 2003 z GKS Katowice, 2005 z Unią Oświęcim, 2008 z GKS Tychy
- Brązowy medal mistrzostw Polski: 2000 z KTH Krynica, 2007 z Cracovią, 2011, 2012 z Unią Oświęcim